# Thylacine
Thylacinus cynocephalus · Loup marsupial, Loup de Tasmanie, Tigre de Tasmanie
Vous lisez un « article de qualité » labellisé en 2008.
Cet article concerne l'espèce animale. Pour le musicien, voir Thylacine (musicien).
Espèce
Statut CITES
Statut de conservation UICN

 EX  : Éteint
Le thylacine, également appelé loup marsupial, loup de Tasmanie ou tigre de Tasmanie (en palawa kani : kaparunina, nom scientifique : Thylacinus cynocephalus), est un mammifère carnivore de la taille d’un loup, au pelage tigré. Ce marsupial n'appartient pas à l'ordre placentaire des Carnivora et n'est donc pas un Canidé, mais à l'ordre des Dasyuromorphia. Depuis 1936, l’espèce est considérée comme éteinte ; cependant les amateurs de cryptozoologie ont espéré prouver la présence de thylacines en Tasmanie en 2013, puis plus récemment en 2017 et en 2018,.
Le thylacine appartient à la famille des thylacinidés. C'était la dernière espèce survivante de son genre, mais on a trouvé de nombreux fossiles d’espèces voisines dont les plus anciens remontent au début du Miocène. L’animal apparenté le plus proche encore en vie est le diable de Tasmanie.
Le thylacine était largement répandu en Australie et en Nouvelle-Guinée il y a quelques millénaires. Des bouleversements, notamment l’introduction du chien (dingo) vers le IIIe millénaire av. J.-C. et la chasse intensive, réduisirent son habitat à la Tasmanie, au sud-est de l’Australie. On attribue sa disparition en Tasmanie à sa chasse intensive encouragée par des primes d’abattage, mais elle est due aussi à l’introduction des chiens et à l’installation des colons dans son milieu naturel.
Chassant généralement seul, le thylacine était plutôt nocturne ou semi-nocturne et se nourrissait de toutes sortes d’animaux, notamment de kangourous, de wallabies et d’oiseaux nichant à terre.

## Étymologie et dénominations
Le nom « thylacine » dérive du grec ancien θύλακος / 'thúlakos', « poche, sac », et du suffixe adjectival -ινος / -inos.
Plusieurs autres noms ont été donnés à l'animal par les colons européens après leur arrivée sur l'île : loup de Tasmanie, tigre de Tasmanie, hyène de Tasmanie, loup rayé, loup marsupial, tigre marsupial, hyène-marsupiale, loup-kangourou, opossum rayé, opossum à tête de chien, etc. Les appellations « loup de Tasmanie » et « loup marsupial » lui ont été attribuées du fait de sa ressemblance morphologique avec le loup, tandis que celles de « tigre de Tasmanie » et « tigre marsupial » l'ont été en raison de ses rayures rappelant celles du tigre.
Les Aborigènes de Tasmanie lui attribuèrent aussi plusieurs noms étant donné la large diffusion de l'animal dans l'île de Tasmanie : « Ka-nunnah » ou « Laoonana » chez les tribus des régions du sud de la Tasmanie, du mont Royal, de l'île Bruny et de la Baie de la Recherche, « Langunta » chez les tribus de la baie des Huîtres à Pittwater, « Loarinnah » chez les tribus du Nord-Ouest et de l'Ouest. Le célèbre chef aborigène Mannalargenna, originaire de la côte est de la Tasmanie, l'appelait « Cab-berr-one-nen-er », tandis que Truganinni et Worrady, originaires de l'Île Bruny, l'appelaient « Can-nen-ner »,. Le nom choisit pour le désigner en palawa kani, langue tasmanienne reconstruite, est kaparunina,.

## Évolution

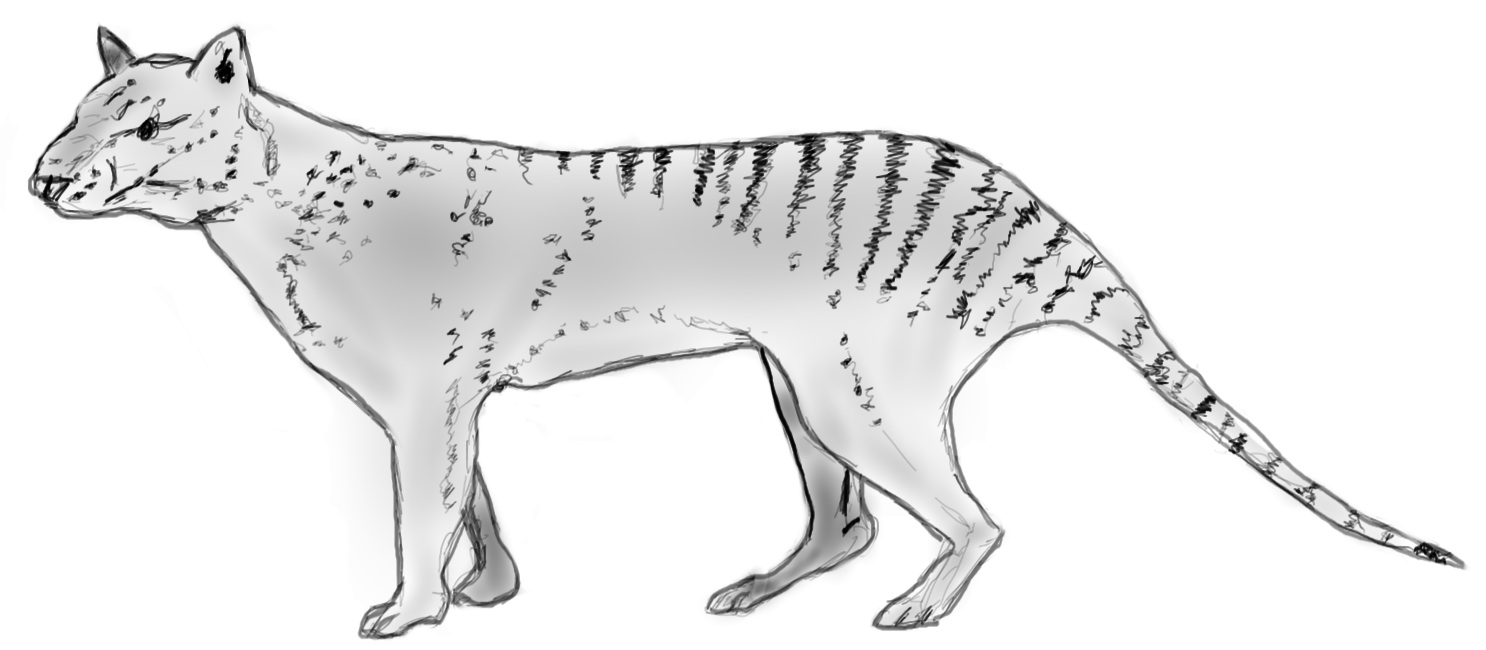
Restitution paléoartistique de Thylacinus potens : le « thylacine puissant » qui vivait au Miocène. C’est le plus grand cousin connu du thylacine actuel.

Les scientifiques font remonter l’apparition du thylacine à environ quatre millions d’années. Les autres espèces de la famille des Thylacinidae remontent au début du Miocène, il y a 23 millions d’années. Depuis le début des années 1990, au moins sept espèces fossiles ont été découvertes dans le site fossilifère de Riversleigh, qui appartient au parc national Boodjamulla dans le nord-ouest du Queensland,. Le Thylacine de Dickson (Nimbacinus dicksoni) est la plus ancienne des sept espèces fossiles découvertes, datant de 23 millions d’années. Ce thylacinidé était beaucoup plus petit que ses plus récents cousins. La plus grande espèce, le Thylacine puissant (Thylacinus potens) qui avait la taille d’un loup, était la seule espèce à survivre à la fin du Miocène. À la fin du Pléistocène et au début de l’Holocène, le Thylacine contemporain vivait en petit nombre dans toute l’Australie et la Nouvelle-Guinée.

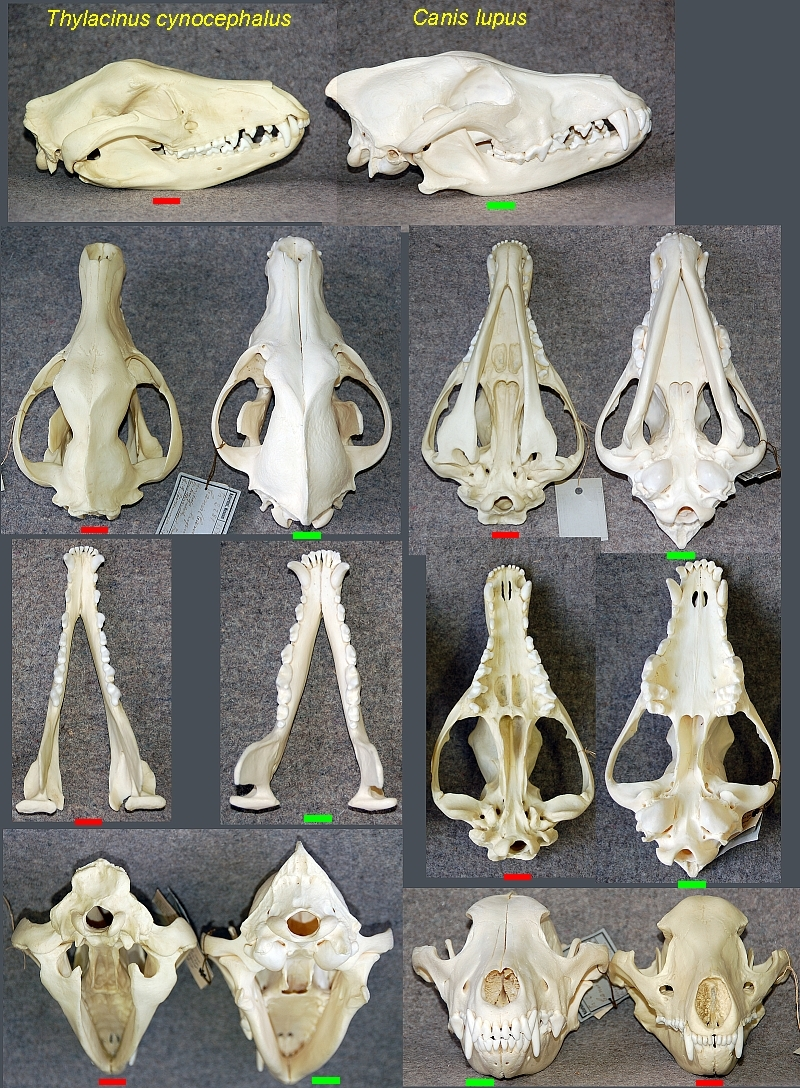
Les crânes du Thylacine (à gauche, en rouge) et du Loup (Canis lupus) (à droite, en vert), sont presque identiques bien que les espèces ne soient pas liées. Il s'agit d'un cas de convergence évolutive. La forme du crâne du Renard roux (Vulpes vulpes) est encore plus proche de celle du Thylacine.

Le thylacine occupant la même niche écologique en Australie que le loup sur d'autres continents, il a développé un grand nombre de caractéristiques communes avec ce dernier par convergence évolutive, montrant de nombreuses similitudes avec les membres de la famille des canidés vivant dans l’hémisphère Nord : dents, mâchoires puissantes, talons décollés fortement du sol et même forme générale du corps. Le thylacine n’est pourtant pas apparenté aux prédateurs de l’hémisphère nord, son plus proche parent vivant étant le diable de Tasmanie (Sarcophilus harrisii). Des études phylogénétiques pratiquées sur l'ADN mitochondrial de spécimens de Thylacine ont démontré en 1989 sa parenté avec les marsupiaux carnivores australiens.

## Découverte et taxonomie

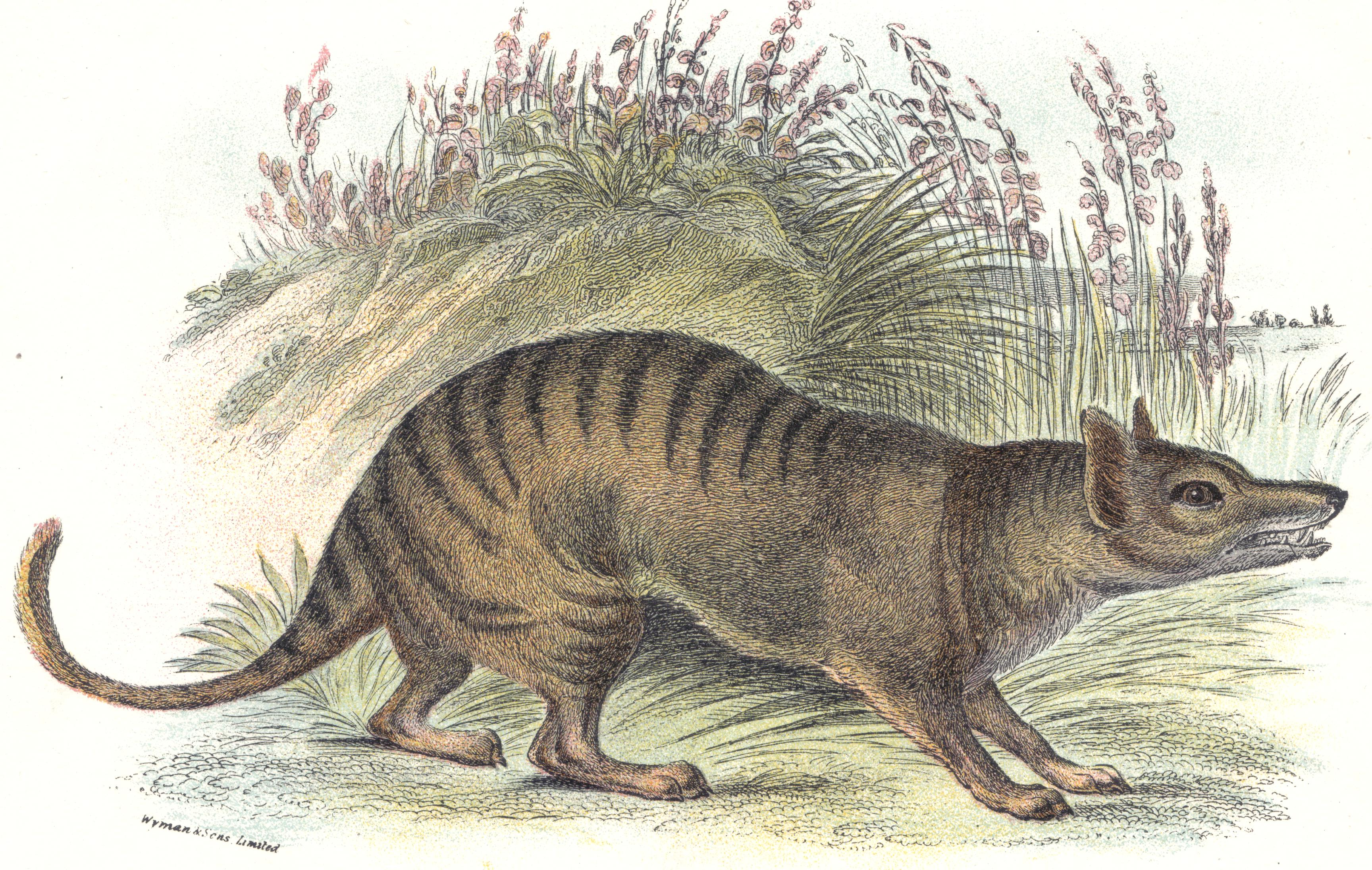
Dessin original du XIXe siècle représentant un thylacine. Ce dessin n’est pas anatomiquement correct.

Les Aborigènes australiens ont représenté le thylacine : de nombreuses gravures et peintures rupestres de l’animal ont été découvertes, dont certaines remontant au moins à mille ans avant notre ère. On peut aussi voir des pétroglyphes de thylacine sur la presqu’île de Burrup dans le nord de l’Australie-Occidentale. Lors de l’arrivée des premiers explorateurs européens, l’animal avait déjà disparu d’Australie et était rare en Tasmanie. Les Européens l’ont peut-être rencontré dès 1642 lorsqu’Abel Tasman est arrivé en Tasmanie. Lorsqu’il mit pied à terre, il signala avoir vu sur le rivage les traces de « bêtes sauvages ayant des griffes comme un tigre ». Marc Joseph Marion du Fresne, en arrivant en Tasmanie à bord du Mascarin en 1772, signala avoir vu un « chat-tigre » mais on ne peut garantir que c’était un thylacine car il peut aussi s’agir du Chat marsupial à queue tachetée (Dasyurus maculatus). La première rencontre avérée d’un tigre de Tasmanie a été faite par des explorateurs français, le 13 mai 1792, comme l’a noté le naturaliste Jacques Labillardière dans son journal de l’expédition dirigée par Antoine Bruny d'Entrecasteaux. Cependant, ce n’est qu’en 1805 que William Paterson, le vice-gouverneur de Tasmanie, envoya une description détaillée pour publication dans la Sydney Gazette et le New South Wales Advertiser.
La première description scientifique précise et détaillée du thylacine a été rédigée par l’adjoint du géomètre en chef de la Tasmanie, George Harris en 1808, cinq ans après l’implantation de la première colonie sur l’île. Harris avait classé le thylacine dans le genre Didelphis créé par Linné pour les opossums américains, le décrivant comme Didelphis cynocephala, l’« opossum à tête de chien ». La reconnaissance du fait que les marsupiaux australiens étaient fondamentalement différents des genres de mammifères connus a conduit à la création du système de classification moderne. En 1796, Étienne Geoffroy Saint-Hilaire crée le genre Dasyurus dans lequel il a placé le thylacine en 1810, sous le nom de Dasyurus cynocephalus. En 1824, il a été classé dans son propre genre dédié, Thylacinus, par Temminck. Le nom vernaculaire découle directement du nom de genre, lui-même d’origine grecque, θύλακος / thúlakos signifiant « sac ».

## Description
Les descriptions du loup de Tasmanie sont assez variables, fondées uniquement sur les spécimens conservés, les témoignages écrits, les peaux et les squelettes restants, les photographies, les films noir et blanc de l’animal en captivité et les histoires locales.

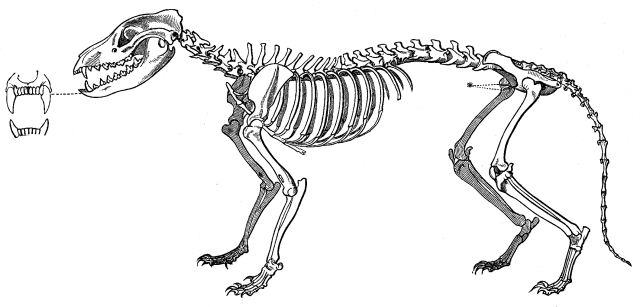
L’étude du squelette du thylacine suggère que l’animal comptait plus sur son endurance que sur sa pointe de vitesse pour la chasse.

Le loup de Tasmanie ressemblait à un grand chien, au poil court avec une longue queue raide, serpentiforme et soyeuse tendue dans le prolongement du corps comme celle des kangourous. De nombreux colons européens l’ont comparé à la hyène, en raison de sa posture inhabituelle et de son attitude générale. Son pelage jaune-brun portait quinze bandes sombres bien distinctes sur le dos, la croupe et la base de la queue, qui ont valu à l’animal son surnom de « tigre de Tasmanie ». Les rayures étaient plus marquées chez les jeunes spécimens, pâlissant au fur et à mesure que l’animal vieillissait. L’une des bandes s’étendait jusqu’à la face externe de la cuisse. Son pelage était serré et doux, d’environ 15 mm de long, les jeunes avaient une touffe de poils à l’extrémité de la queue. Il avait une coloration variant du beige clair au marron foncé, le ventre étant de couleur crème. Les oreilles, arrondies et dressées, mesuraient environ 8 cm de long et étaient couvertes d’une courte fourrure. 
Les thylacines adultes mesuraient entre 100 et 180 cm de longueur, y compris la queue d’environ 50 à 65 cm. Le plus grand spécimen jamais mesuré faisait 290 cm du nez à l’extrémité de la queue. Ils mesuraient environ 60 cm au garrot et pesaient de 20 à 30 kg. Il existait un faible dimorphisme sexuel, les mâles étant en moyenne de plus grand gabarit que que les femelles.
La femelle avait une poche marsupiale avec quatre mamelles, mais contrairement à de nombreux autres marsupiaux, la poche s’ouvrait vers l’arrière de son corps. Les mâles possédaient une poche scrotale, fait unique en son genre chez les marsupiaux australiens où se trouvait leur scrotum.
Le thylacine était en mesure d’ouvrir ses mâchoires jusqu’à 120 degrés, une amplitude inhabituelle chez les autres carnivores. On peut l’observer sur une courte séquence de film réalisé par David Fleay en 1933 sur un thylacine en captivité. Les mâchoires, puissantes, avaient une forte musculature et possédaient 46 dents. Sa denture est particulière parmi celle des marsupiaux car elle ne possède que 7 prémolaires-molaires par côté au lieu de 8, à comparer à celles des canidés qui possèdent respectivement 6 et 7 prémolaires-molaires supérieures et inférieures.
Ses empreintes étaient facilement reconnaissables, différentes de celles des autres animaux autochtones (diables de Tasmanie, wombats) ou introduits (renards, chats, chiens). Les thylacines avaient un très grand coussinet plantaire avec quatre doigts aux pattes postérieures, cinq aux pattes antérieures placés presque en ligne droite. Leurs griffes étaient non rétractables.

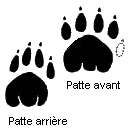
Les empreintes du loup de Tasmanie étaient caractéristiques de l’animal et facilement reconnaissables.

Les premières études scientifiques sur l’animal donnent à penser qu’il possédait un odorat fin, lui permettent de suivre facilement ses proies mais l’analyse de la structure de son cerveau a révélé que ses bulbes olfactifs n’étaient pas très développés. Toutefois, il disposait d’une bonne vue et d’une excellente ouïe, efficaces à la chasse. Certains observateurs l’ont décrit comme ayant une forte odeur distinctive, d’autres une odeur animale légère, agréable, et certains pas d’odeur du tout. Peut-être le loup de Tasmanie, à l’instar de son cousin le diable de Tasmanie, ne dégageait-il une odeur que lorsqu’il se sentait menacé.
Sa démarche paraissait un peu raide et maladroite, ce qui le rendait incapable de courir à grande vitesse. Il pouvait également effectuer des bonds, de la même façon qu’un kangourou — ce qui a été vu à plusieurs reprises chez des spécimens en captivité. Guiler pense que ce type de déplacement rapide n’était utilisé par l’animal que lorsqu'il se sentait en danger, pour fuir, sur les premiers mètres, afin d'avoir une petite avance sur ses poursuivants. L’animal était également en mesure de se tenir en équilibre sur ses pattes postérieures, à la manière d'un kangourou ou d'un lapin en alerte, afin d'observer et écouter son environnement, pendant de courtes périodes, généralement quelques secondes. Cela a aussi été vu notamment en captivité. Un spécimen naturalisé au Muséum-Aquarium de Nancy, enregistré en 1886, est justement représenté dans cette position. Cependant, cette représentation, probablement faite par un taxidermiste local n'ayant aucune connaissance de l'espèce, peut aujourd'hui induire en erreur le public sur le fait que l'animal se déplaçait constamment à la manière d'un kangourou. Le Muséum ne pouvant pas intervenir sur le positionnement du spécimen — tant d'un point de vue patrimonial, qu'historique ou même éthique — a décidé de le conserver en réserve. C'est un exemple de naturalisation, portant dans sa représentation une histoire de la connaissance de l'espèce dans un lieu et à un temps donné.
Bien qu’il n’y ait pas d’enregistrement des cris du thylacine, des observateurs de l’animal dans la nature et en captivité ont noté qu’il émettait des grognements et des sifflements lorsqu’il se sentait agressé, souvent accompagnés par un écartement menaçant des mâchoires. Au cours de la chasse, il émettait une série de petits sons gutturaux rapides et répétés, des sortes d’aboiements, qui devaient probablement servir pour la communication entre les membres de la famille. Il avait aussi un long cri gémissant probablement utilisé pour l’identification à distance et un faible bruit de reniflement utilisé pour la communication rapprochée entre les membres de la famille.

### Mode de vie

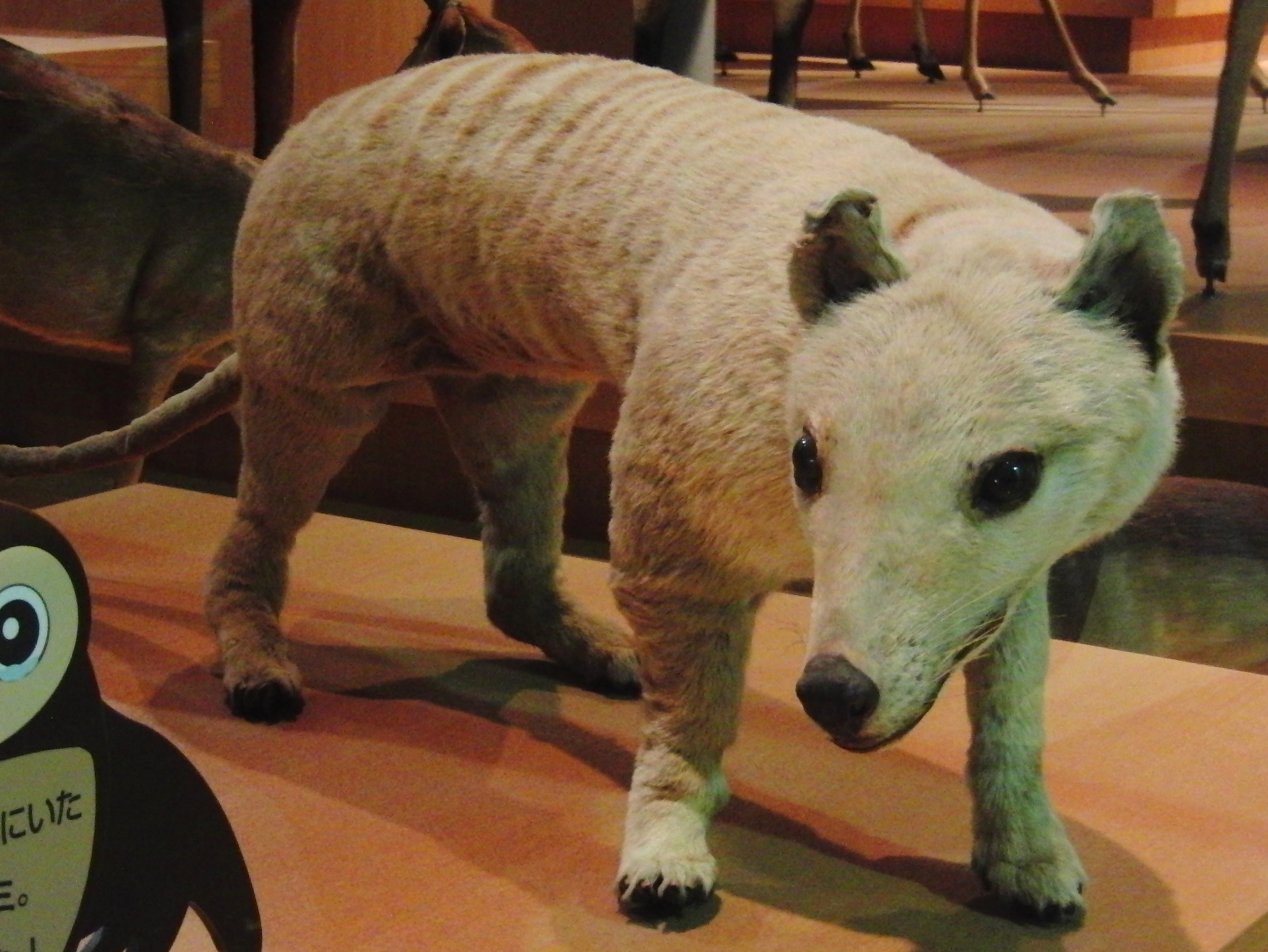
Thylacine au musée national de la science (Ueno) au Japon.

On sait peu de choses sur le comportement ou l’habitat du thylacine. Quelques observations ont été réalisées sur l’animal en captivité, mais elles sont limitées et difficilement extrapolables à son comportement dans la nature. La plupart des observations ont été faites durant la journée alors que le thylacine était un animal nocturne. Elles datent du début du XXe siècle et sont certainement biaisées car l’espèce était très stressée par les conditions de vie qui lui étaient imposées et qui allaient bientôt conduire à son extinction. Certaines caractéristiques comportementales ont été déduites à partir du comportement de son proche parent, le diable de Tasmanie.
Sur le continent australien, le thylacine préférait probablement vivre dans les forêts sèches d’eucalyptus, les zones humides et les prairies. Les peintures rupestres aborigènes montrent que le thylacine a vécu dans toute l’Australie et en Nouvelle-Guinée. Une preuve de la présence ancienne de l’animal en Australie vient d’une carcasse desséchée découverte dans une grotte dans la plaine de Nullarbor en Australie-Occidentale en 1990. La datation au carbone 14 a révélé qu’elle avait environ 3 300 ans.
En Tasmanie, il préférait les zones boisées clairsemées, sur les côtes ou à l’intérieur du pays, c’est-à-dire les endroits les plus recherchés par les colons britanniques à la recherche de zones de pâturage pour leur bétail. L’animal avait un territoire de chasse allant de 40 à 80 km2 mais on a observé sur un même territoire des groupes trop nombreux pour être tous de la même famille.
Le thylacine chassait la nuit ou au crépuscule, se reposant le jour dans une petite grotte ou le creux d’un tronc d’arbre, sur un nid de brindilles, d’écorces ou de fougères. Il avait tendance à se replier dans les collines et les forêts pour se reposer dans la journée et à chasser la nuit dans des prairies. Les premiers observateurs ont noté que l’animal était généralement timide et secret, effrayé par la présence de l’homme et évitant son contact, même si, parfois, il a montré quelques traits de curiosité à son égard.
On a des preuves qu’il se reproduisait tout au long de l’année (découverte de petits dans la poche marsupiale toute l’année), bien que le pic de la saison de reproduction se soit situé en hiver et au printemps. Il y avait jusqu’à quatre jeunes par portée (généralement deux ou trois), que la mère transportait dans sa poche marsupiale pendant trois mois au maximum, puis protégeait jusqu’à ce qu’ils aient au moins la moitié de leur taille d’adulte. Au départ, les jeunes étaient sans poils et aveugles, mais ils avaient les yeux ouverts et étaient couverts de poils au moment où ils quittaient la poche. Après leur sortie de la poche marsupiale et jusqu’à ce qu’ils soient aptes à aider leurs parents à la chasse, les jeunes restaient dans leur tanière pendant que la mère chassait. En captivité, on n’a pu élever et faire reproduire qu’une seule fois avec succès le thylacine, au zoo de Melbourne en 1899.
L'examen des articulations du coude des os conservés de cet animal laisse penser que son comportement de chasse était de type affût en solitaire plutôt qu’en meute.
On estime que son espérance de vie dans la nature était de 5 à 7 ans, bien que des spécimens aient survécu en captivité jusqu’à 9 ans.
Des loups marsupiaux auraient notamment été observés associés à des diables de Tasmanie, bien qu’il ait été également rapporté que les diables s’attaquaient aux petits du loup marsupial lorsqu’ils n’étaient pas surveillés.

### Régime alimentaire
Le thylacine était exclusivement carnivore. Son estomac musclé avait la capacité de se distendre pour permettre à l’animal de manger de grandes quantités de nourriture quand il en avait la possibilité, probablement une adaptation pour compenser les longues périodes au cours desquelles la chasse était infructueuse et la nourriture rare. L’analyse de sa trame osseuse et son observation en captivité donnent à penser qu’il repérait d’abord sa future proie et la poursuivait jusqu’à épuisement. Certaines études concluent que l’animal pouvait chasser en petits groupes familiaux, avec un groupe principal rabattant les proies vers un individu qui attendait en embuscade. Des trappeurs ont rapporté qu’il chassait en embuscade.
Parmi ses proies, on trouvait des kangourous, des wallabies, des wombats, des oiseaux et des petits animaux comme des potorous et des opossums. Une de ses proies favorites semble avoir été l’émeu de Tasmanie autrefois très courant dans la région. L’émeu était un grand oiseau qui partageait son habitat avec le thylacine et a été chassé par les Européens jusqu’à son extinction vers 1850, ce qui coïncide peut-être avec le déclin du nombre de tigres de Tasmanie. On a par ailleurs signalé que dingos et renards pouvaient aller à la chasse à l’émeu sur le continent.
Il était également connu pour s’attaquer au bétail, en particulier aux moutons, raison pour laquelle il a été largement chassé par les hommes.
Tout au long du XXe siècle, on a souvent décrit le thylacine comme un animal assoiffé de sang, mais peu de documents sérieux rapportent de tels faits ; l’origine de cette légende semble en réalité se trouver dans un récit de seconde main. Les premiers colons européens croyaient que l’animal se nourrissait de moutons et de volaille. En captivité, ils étaient nourris avec une grande variété de viandes, comme des lapins et des wallabies morts ainsi que du bœuf, du mouton, de la volaille et, occasionnellement, du cheval.
Des recherches scientifiques ont démontré que le thylacine était un prédateur à l'affût, inapte à distancer ses proies sur de longues distances.

### Rôle environnemental
Bien que l'on ne sache que peu de choses sur l’écologie du loup marsupial, l’analyse de sa convergence morphologique et probablement comportementale avec les canidés (par exemple le loup), les hyènes et les félidés modernes (tels que le léopard), aide à reconstituer son rôle probable dans son écosystème,. Il occupait le créneau du plus grand prédateur terrestre en Tasmanie et sans doute aussi dans la partie continentale de l’Australie avant l’introduction du dingo. Dans ce rôle de « plus grand prédateur », il était accompagné en Tasmanie par trois dasyuridés autochtones de plus petite taille – le diable de Tasmanie, le chat marsupial moucheté et le chat marsupial à queue tachetée. Toutes ces espèces existent encore en Tasmanie  mais seul le chat marsupial à queue tachetée survit sur le continent,.

## Extinction
Le dernier thylacine sauvage fut abattu en Tasmanie par un fermier en 1930. Une des causes de la disparition de cette espèce fut la chasse dont il a fait l'objet de la part des éleveurs de moutons, et les primes offertes depuis les années 1830 pour chaque tête. Entre 1888 et 1909, près de 2 200 thylacines ont été tués ainsi. La déforestation, la concurrence avec les chiens errants introduits et la raréfaction de ses proies ont pu contribuer à sa disparition.

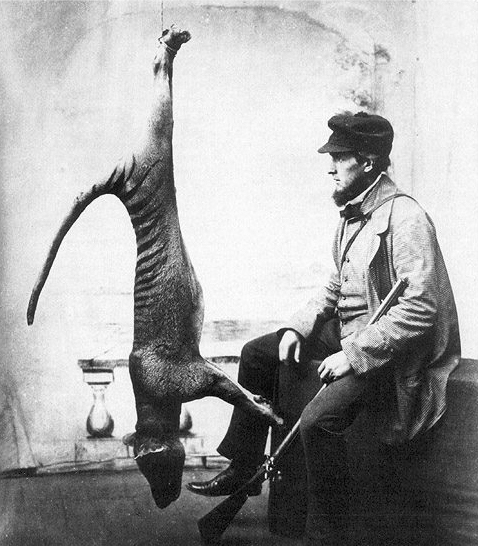
Chasseur de loup de Tasmanie.

### Disparition

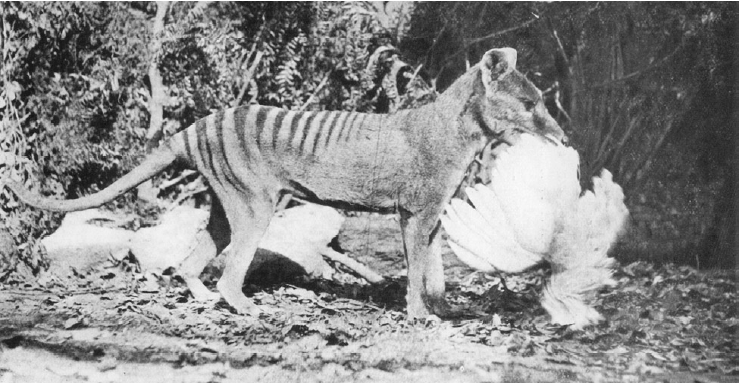
Cette photo de 1921 prise par Henry Burrell d’un thylacine avec un poulet dans la gueule a été largement diffusée pour donner à l’animal la réputation d’un voleur de volailles. En fait, l’image est découpée de manière à cacher la clôture et la maison en arrière. L’analyse de la photo par un chercheur a conclu que ce Thylacine était un animal empaillé.

Le thylacine semble avoir disparu d'Australie il y a 2 000 ans environ (et peut-être depuis plus longtemps de Nouvelle-Guinée). Sa disparition est attribuée à la concurrence des Aborigènes aidés par les dingos arrivés en Australie « il y a environ 3 500 à 4 000 ans », sans doute amenés par des navigateurs austronésiens.
Des doutes existent quant au rôle exact du dingo dans cette disparition car les deux espèces n’auraient pas toujours été en concurrence directe. Le dingo est un prédateur essentiellement diurne, alors qu’on estime que le thylacine chassait surtout la nuit. En outre, le thylacine était plus puissant que le dingo, ce qui lui aurait donné l’avantage dans des confrontations.
Des peintures rupestres du parc national de Kakadu montrent clairement que les thylacines ont été chassés dans la région dès l’arrivée de l’homme et l’on pense que les dingos et les thylacines se nourrissaient du même type de proie. Leurs territoires de chasse se chevauchaient manifestement : on a trouvé des fossiles de thylacines à proximité de ceux de dingos. Mais la chasse en groupe par les dingos et par les humains les rendait bien plus efficaces que les thylacines. L'introduction par les humains de mammifères placentaires a aussi eu pour conséquence l'apparition d'une compétition avec les marsupiaux indigènes et a entraîné l'extinction d'un bon nombre de ces derniers.
Bien que disparus depuis longtemps du continent australien au moment où les colons européens sont arrivés, les thylacines ont survécu jusque dans les années 1930 en Tasmanie. Au début de la colonisation européenne, on les trouvait surtout dans les régions du nord de l’État. Mais s’ils ont rarement été aperçus, ils ont en revanche été crédités de nombreuses attaques sur les moutons, ce qui a conduit à la création de primes d’abattage pour contrôler leur nombre. La société Van Diemen’s Land Company a ainsi offert des primes dès 1830 et, entre 1888 et 1909, le gouvernement de Tasmanie payait une livre par tête d’animal abattu (10 shillings pour un jeune). Il fut ainsi versé 2 184 primes, mais on estime que de nombreux thylacines ont été tués sans qu’une prime ne soit versée. Dans l’opinion publique, sa disparition est attribuée aux inlassables efforts déployés par les agriculteurs et les chasseurs de primes. Toutefois, il est probable que plusieurs facteurs aient conduit à son déclin et son extinction : la concurrence avec les chiens sauvages (introduits par les colons), la destruction de son habitat, la raréfaction concomitante de ses proies et une maladie analogue à la maladie de Carré qui a tué de nombreux spécimens en captivité à l’époque,.
Quelle que soit la raison de leur diminution, les spécimens étaient devenus très rares dans la nature à la fin des années 1920. Il y a eu plusieurs efforts pour sauver l’espèce de l’extinction. Des documents du comité de gestion du cap Wilson datant de 1908 comportaient des recommandations pour réintroduire des thylacines dans plusieurs lieux appropriés du Victoria, sur le continent. En 1928, le Comité consultatif pour la protection de la faune originaire de la Tasmanie avait recommandé la création d’une réserve afin de protéger les thylacines survivants, en proposant des sites potentiels d’habitats appropriés, comme la région de l’Arthur-Pieman dans l’ouest de la Tasmanie.
Le dernier thylacine sauvage abattu le fut en 1930 par l’agriculteur Wilf Batty à Mawbanna, dans le nord-est de l’État. L’animal (supposé être un mâle) avait été vu tourner autour du poulailler de Batty depuis plusieurs semaines.

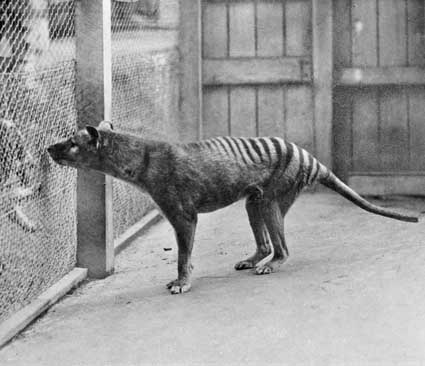
La dernière photographie connue d’un thylacine vivant a été prise au zoo d’Hobart en 1933. Le scrotum n’est visible sur aucune prise de vues de la série, ce qui laisse supposer que « Benjamin » était une femelle, mais l’intériorisation du scrotum chez le thylacine mâle rend le sexe incertain.

Des particuliers possèdent parfois des peaux de thylacine, comme la peau Wilson rachetée par le National Museum of Australia en 1987.

### Cause
Son extinction est causée par les activités humaines. Lors de l'arrivée des colons, le thylacine fut classé comme tueur de moutons et chassé intensivement. À cause de ce titre, les colons offraient une prime à tous ceux qui abattaient des spécimens de thylacine.

### «Benjamin» et ses successeurs?
Bien que le dernier thylacine sauvage ait été tué officiellement le 13 mai 1930 (voir plus haut), le dernier loup de Tasmanie à vivre en captivité, dénommé par la suite « Benjamin » (son sexe n’a jamais été confirmé), a été capturé en 1933 et envoyé au zoo de Hobart où il a vécu pendant trois ans. Frank Darby, affirmant avoir été gardien au zoo de Hobart, a expliqué dans un article de journal de mai 1968 que l’on avait nommé l'animal « Benjamin ". Toutefois, il n’existe aucune documentation permettant de penser qu’il ait jamais eu un nom et Alison Reid (le conservateur du zoo à l’époque) et Michael Sharland (alors journaliste pour le zoo) ont nié que Frank Darby ait déjà travaillé au zoo ou que le nom de Benjamin ait jamais été utilisé pour l’animal. Darby semble également être la source de l’affirmation selon laquelle le dernier thylacine était un mâle ; les photographies donnent à penser qu’il s’agissait d’une femelle,. Ce thylacine est mort le 7 septembre 1936. Il aurait succombé à la suite de négligences : on l’aurait empêché de rejoindre son abri et soumis aux conditions météorologiques extrêmes de la Tasmanie (chaleur accablante pendant la journée, températures glaciales la nuit). La dernière séquence cinématographique d’un spécimen vivant (62 secondes d’images en noir et blanc prises en 1933 par le naturaliste David Fleay) montre un animal faisant des va-et-vient derrière sa clôture,. Depuis 1996, le 7 septembre est devenu en Australie la « journée nationale des espèces menacées » et ce notamment pour commémorer la mort du dernier thylacine.
Bien qu’un mouvement de protection du loup de Tasmanie se soit fait jour en 1901 dans le pays, mouvement favorisé en partie par la difficulté croissante à obtenir des spécimens pour les collections d’outre-mer, les difficultés politiques ont empêché l’entrée en vigueur de toute forme de protection jusqu’en 1936. Le gouvernement de Tasmanie a présenté seulement le 10 juillet 1936 son projet de protection officielle de l’espèce, 59 jours avant la mort en captivité du dernier spécimen connu.

### Statut officiel
Le Thylacine avait le statut d'espèce menacée jusque vers 1980, les standards internationaux de l'époque fixant qu'une espèce soit déclarée éteinte après 50 ans sans témoignage confirmé. Ce critère officiel étant alors atteint, il est déclaré officiellement éteint par l'UICN en 1982 et par la Tasmanie en 1986. La Convention sur le commerce international des espèces de faune et de flore sauvages menacées d'extinction (CITES) l'a déclaré comme espèce éteinte en 2013,.

### Recherche de spécimen vivant

#### Thylacine ou pas?
Pour un article plus général, voir Cryptozoologie.
Bien que le loup de Tasmanie soit officiellement considéré comme disparu, de nombreuses personnes pensent que l’animal existe encore. Certains prétendent régulièrement l’avoir vu en Tasmanie, sur le continent australien et même dans la partie indonésienne de la Nouvelle-Guinée près de la frontière avec la Papouasie-Nouvelle-Guinée. La mort accidentelle d'un jeune mâle sur la côte occidentale de la Tasmanie en 1961, soit 25 ans après sa date d'extinction officielle, contribua à enflammer les imaginations. L’association pour la recherche sur les espèces rares de la faune australienne déclare disposer de 3 800 rapports de personnes ayant déclaré avoir vu l’animal en Australie depuis 1936, date de sa disparition officielle, tandis que le centre australien sur la recherche des animaux mystérieux en a enregistré 138 jusqu’en 1998, et que l'administration chargée de l'environnement en Australie-Occidentale en a enregistré 65 dans son secteur sur la même période. Les chercheurs indépendants Buck et Joan Emburg, après compilation d’un certain nombre de sources, déclarent disposer de 360 observations en Tasmanie et 269 sur le continent australien après la dernière observation officielle. Sur le continent, les observations sont le plus souvent signalées dans le sud du Victoria.

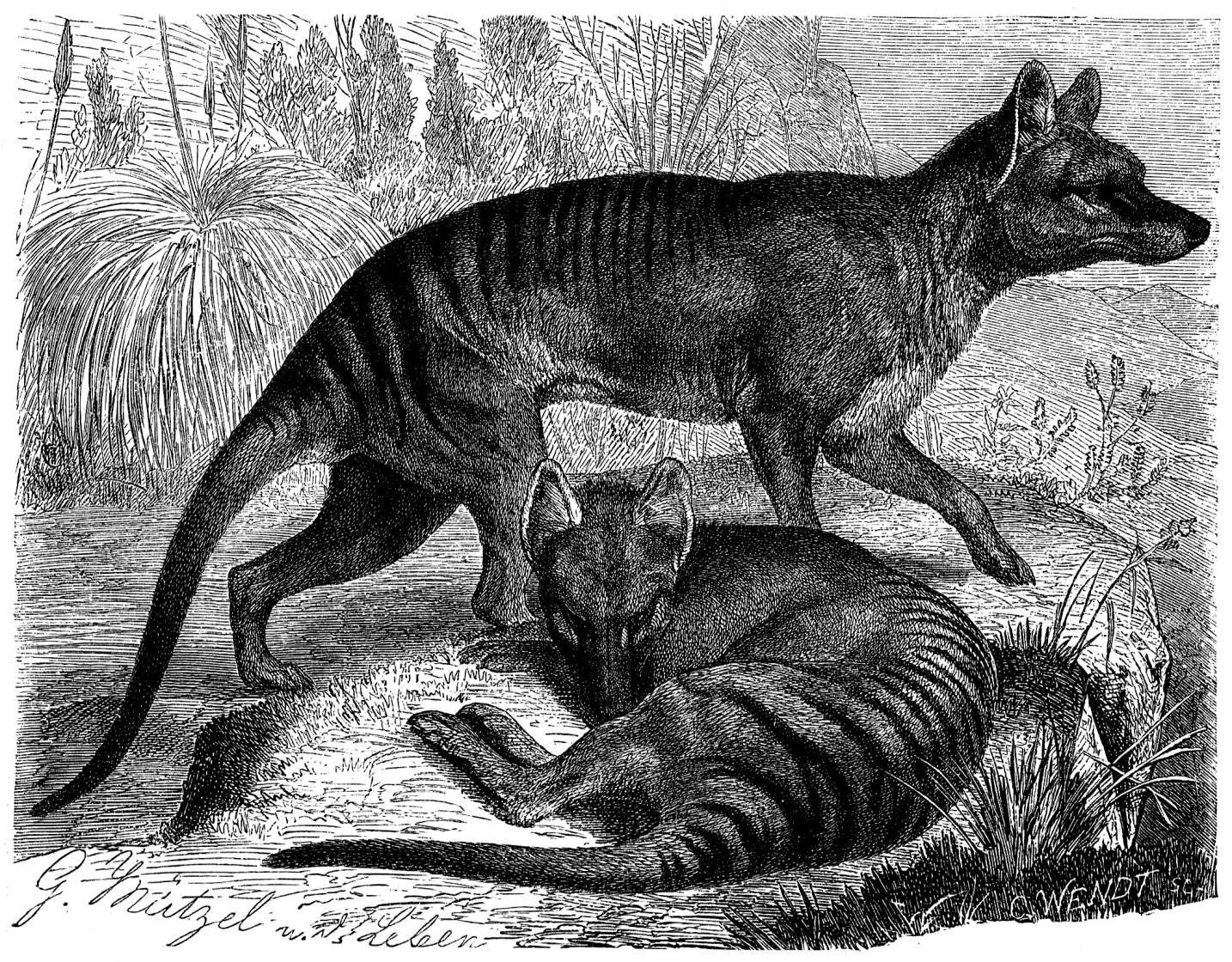
Illustration naturaliste de deux thylacines en 1883.

Des rapports d'observation de renards (espèce introduite une première fois en 1864, puis aux environs de l’an 2000), sont pris très au sérieux en Tasmanie alors qu’on a peu de preuves de la présence de l’espèce sur l’île,,. Alors que le groupe de travail sur la présence de renards en Tasmanie reçoit des subventions gouvernementales, il n’y en a plus pour les recherches sur le loup de Tasmanie. La difficulté de localiser les renards dans la nature sauvage tasmanienne indique que la survie du thylacine dans les zones non habitées par l’homme n'est pas impossible.
Bien que de nombreuses observations aient été immédiatement récusées, certaines ont retenu fortement l’attention. En 1982, un chercheur du département des parcs et de la faune de Tasmanie, Hans Naarding, a pu observer pendant trois minutes un animal qu’il pensait être un thylacine, la nuit dans un site près d’Arthur River dans le nord-ouest de l’État. L’observation a conduit à une vaste campagne de recherche d’une durée d’une année financée par le gouvernement, mais en vain. En janvier 1995, un autre agent des parcs et de la faune a déclaré avoir vu un thylacine dans la région de Pyengana dans le nord-est de la Tasmanie aux premières heures du matin, mais les recherches entreprises n’ont révélé aucune trace de l’animal. En 1997, des habitants et des missionnaires vivant près du Puncak Jaya en Nouvelle-Guinée occidentale, ont déclaré avoir vu des thylacines. La population locale connaissait apparemment leur existence depuis de nombreuses années, mais n’en avait jamais parlé.
En février 2005, Klaus Emmerichs, un touriste allemand, a affirmé avoir pris des photos numériques d’un thylacine vu près du lac Saint Clair mais l’authenticité des photos n’a pas été établie. Les photos n’ont été publiées qu’en avril 2006, quatorze mois après l’observation. Les photographies, qui ne montrent que l’arrière de l’animal, ne sont pas, pour ceux qui les ont étudiées, une preuve de son identification en tant que thylacine,.
En 2018, une photo d'un supposé thylacine prise par la caméra de surveillance d'un Australien circule sur les réseaux sociaux et dans la presse,, mais il n'y a pas eu de confirmation scientifique et officielle.
En 2021, une étude énonça l'hypothèse en se basant sur de nombreux témoignages ainsi qu'à leur fiabilité que le tigre de Tasmanie se serait éteint bien plus tard qu'il ne l'avait été admis jusqu'à présent, possiblement à la fin des années 90, voir début des années 2000, avec une chance sur un million que l'espèce persiste encore à l'heure actuelle.

#### Cas de la Papouasie Nouvelle Guinée
Si le consensus scientifique s'accorde à dire que le Thylacine a bel et bien disparu d'Australie continentale et de Tasmanie (constat d'autant plus édifiant de par les nombreuses expéditions intensives ayant pour but de retrouver l'espèce se révélant caduques), il existe cependant un endroit faisant partie de l'habitat historique de l'animal dans lequel son existence ne peut à l'heure actuelle ni être confirmée ni infirmée : la Papouasie Nouvelle-Guinée.
Cette ile, deuxième plus grande du globe après le Groenland, est partiellement inexplorée et est sujette à la redécouverte de nombreuses espèces auparavant considérées comme éteintes, notamment le chien chanteur redécouvert en 2020. De plus, certaines tribus locales, notamment les Danii dans les hautes terres, parlent d'un "chien rayé" qu'ils appellent le Dobsegna. Cet animal, décrit comme nocturne et craintif, disposerait d'une "énorme bouche" et serait "dépourvu d'intestins" (ce qui serait une façon de dire que l'animal serait fin). 
En 2021, le zoologiste Forrest Galante (en), ancienne vedette de l'émission télévisuelle "Extinct or Alive", affirme qu'il aurait reçu des photos de mandibules provenant d'un "Dobsegna" tué et mangé par une tribu papoue. Cependant cette photo n'a jamais été rendue publique, Galante ayant argué que cette dernière serait aux mais d'experts pour confirmer ses suppositions.
Malgré tout, l'hypothèse de la survie du Thylacine en Papouasie-Nouvelle-Guinée reste hautement discutable. En effet, si de nombreux animaux de l'ile ont été redécouverts après avoir été considérés comme éteints, ces derniers étaient auparavant connus des occidentaux avant leur supposée disparition, là ou les plus récentes traces de thylacine en Papouasie-Nouvelle-Guinée remontent à 4000 ans av.J-C. De plus, la présence du chien chanteur est un facteur (défavorable) non négligeable à prendre en compte, étant donné que la disparition du loup marsupial en Australie continentale coïncide avec l'arrivée du dingo, dont le chien chanteur en est une variante plus petite et adaptée aux forets vierges de la Papouasie Nouvelle-Guinée.

#### Primes
En 1983, Ted Turner a offert une récompense de 100 000 dollars australiens à qui apporterait la preuve de l’existence du loup de Tasmanie. Mais, en réponse à une lettre envoyée en 2000 par un chercheur sur le thylacine, Murray McAllister, Turner a indiqué que la récompense avait été supprimée. En mars 2005, le magazine australien d’information The Bulletin, dans le cadre de son 125e anniversaire, a offert 1 250 000 dollars de récompense à qui capturerait un thylacine vivant sans le blesser. Lorsque l’offre est arrivée à son terme, fin juin 2005, personne n’avait pu produire de preuve de l’existence de l’animal. Une prime de 1,75 million de dollars a, par la suite, été offerte par un voyagiste de Tasmanie, Malcolm Stewart. Mais le piégeage du loup de Tasmanie est illégal aux termes de la loi, de sorte que toute récompense pour sa capture est non valide, car aucun permis de piégeage n’a été accordé.

### Projet de clonage

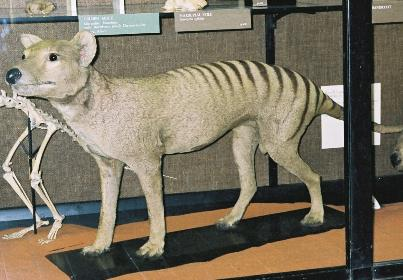
Spécimen taxidermisé au Natural History Museum at Tring, Angleterre. Une liste de tous les spécimens connus, dont bon nombre se trouvent dans des collections européennes, est désormais détenue par l’International Thylacine Specimen Database.

L’Australian Museum de Sydney a entamé un projet de clonage en 1999. L’objectif était d’utiliser du matériel génétique prélevé à partir de spécimens conservés au début du XXe siècle, notamment un embryon de thylacine conservé dans l’éthanol depuis 1866, afin de cloner de nouveaux individus et de restaurer l’espèce.
La plupart des spécialistes estiment cependant que ce projet, au coût estimé à 48 millions de dollars, est difficilement réalisable (20 % de chance de réussite). Plusieurs microbiologistes sérieux ont abandonné le projet lorsque le professeur Mike Archer, directeur du muséum à l’époque, fut nommé en 2002 pour le Bent Spoon Award, une pseudo-récompense attribuée aux idées pseudo-scientifiques ou paranormales paraissant les plus absurdes.
En 2002, les chercheurs du projet parvinrent à extraire de l’ADN réplicable à partir des spécimens conservés. Le 15 février 2005, le muséum annonça qu’il arrêtait le projet après que des tests eurent démontré que l’ADN collecté était trop dégradé pour être utilisable,. En mai 2005, le professeur Michael Archer, doyen de la faculté des sciences de l’université de Nouvelle-Galles du Sud, anciennement directeur de l’Australian Museum et chercheur en biologie de l’évolution, annonça que le projet allait être relancé par un groupe d’universités intéressées et un institut de recherche,,.
L’International Thylacine Specimen Database (ITSD), achevée en avril 2005, constitue l’aboutissement d’un projet de recherche de quatre ans visant à cataloguer et photographier, si possible, tous les spécimens connus,  de Thylacines préservés dans les musées, universités ou collections privées. Les fichiers sont tenus par la Société zoologique de Londres.
En 2008, les chercheurs Andrew J. Pask et Marilyn B. Renfree, de l'université de Melbourne, et Richard R. Behringer, de l'université du Texas à Austin, ont rapporté avoir réussi à restaurer la fonctionnalité d'un activateur de gène Col2a1 obtenu à partir de tissus de thylacine vieux de cent ans, et conservés dans l'éthanol, issus de collections de musées. Le matériel génétique a été activé dans des souris transgéniques. Cette recherche a relancé l'espoir de reconstituer un jour une population de thylacines,. La même année, un autre groupe de chercheurs a réussi à séquencer le génome mitochondrial complet de deux spécimens de thylacines issus de musées. Leur succès laisse à penser qu'il pourrait être possible de séquencer le génome nucléaire complet de spécimens de thylacines provenant de musées. Leurs résultats ont été publiés dans la revue Genome Research en 2009.
Mike Archer, au TED2013, a évoqué la possibilité de ressusciter le thylacine, ainsi que les batraciens éteints du genre Rheobatrachus.
Stewart Brand a parlé à TED2013 de l'éthique et des possibilités de désextinction d'espèces et a fait référence au thylacine dans son intervention.
En 2023, une équipe de recherche est parvenue à extraire et séquencer des molécules d'ARN à partir du dernier spécimen connu.

## Références culturelles

Le blason de la Tasmanie est porté par deux tigres de Tasmanie.